# Tim Salomons
Tim Salomons (24 januari 1984) is een voormalig Nederlands schaatser. Hij reed sinds het begin van seizoen 2007-2008 bij de TVM-ploeg onder leiding van coaches Gerard Kemkers, Geert Kuiper en Kosta Poltavets en krachttrainer Jim Mcarthy. Hij was de nieuweling in de ploeg en minder bekend dan zijn ploeggenoten. Salomons was gespecialiseerd in de 500 en 1000 meter en was dus een rasechte sprinter. In 2010 besloot Salomons te stoppen met schaatsen op topniveau.

## Prestaties tot 2006
Op het NK Allround in 2003 in Assen rijdt de dan 19-jarige Salomons voor het eerst op een groot toernooi. Hij eindigt als 23e.

## Seizoen 2006-2007
Het seizoen 2006-2007 begint zoals veel seizoenen met de NK Afstanden, deze keer gehouden in Assen.
Salomons eindigt op de 500 meter als 8e en op de 1000 meter als 17e.
Op de NK Sprint legt hij beslag op de 14e plaats. Later dat jaar worden de Olympische Spelen voor studenten, de Universiade, gehouden in Turijn. Salomons is een van de Nederlandse afgevaardigden en presteert goed.
Op de 500 meter wordt hij 8e en op de 1500 meter 9e. Op de 1000 meter eindigt hij zelfs als 5e. Ook rijdt hij drie persoonlijke records op deze afstanden.

## Seizoen 2007-2008
In het eerste schaatsweekend van het nieuwe seizoen in Thialf in Heerenveen schaatst Salomons voor het eerst voor het grote publiek in het pak van de TVM-ploeg.
Hij komt uit op de 500 en 1000 meter en verovert daarop respectievelijk de 8e en de 14e plaats. Na afloop van het WK sprint werd bekend dat z'n contract bij TVM niet verlengd is en hij dus na één jaar weer naar een nieuwe ploeg op zoek moet.

## Persoonlijk records
| Afstand      | Tijd     | Datum         | Baan       |
| ------------ | -------- | ------------- | ---------- |
| 500 meter    | 35,24    | 12 maart 2008 | Calgary    |
| 1000 meter   | 1.08,88  | 22 maart 2009 | Calgary    |
| 1500 meter   | 1.46,71  | 19 maart 2009 | Calgary    |
| 3000 meter   | 4.01,14  | 15 maart 2003 | Heerenveen |
| 5000 meter   | 6.56,78  | 14 maart 2003 | Heerenveen |
| 10.000 meter | 14.44,88 | 2 maart 2003  | Groningen  |

## Resultaten
| Jaar | NK Afstanden                 | NK Allround | NK Sprint |
| ---- | ---------------------------- | ----------- | --------- |
| 2003 |                              | 21e         |           |
| 2004 |                              |             |           |
| 2005 |                              |             |           |
| 2006 | 9e 500m 11e 1000m            |             | 14e       |
| 2007 | 8e 500m 17e 1000m            |             | 14e       |
| 2008 | 8e 500m 14e 1000m            |             | 14e       |
| 2009 | 19e 500m 20e 1000m 22e 1500m |             |           |